# Bryocentria
Bryocentria es un género de hongos perteneciente a la familia Bionectriaceae. Fue descrito en 2004 por el micólogo Peter Döbbeler. Las especies del género tienen pequeños esporocarpos anaranjados y capas excipulares con paredes punteadas. Tienen numerosas ascas que contienen ascosporas de dos celdas. Crecen como parásitos en briofitas. El género contuvo originalmente tres especies: B. cyanodesma, B. metzgeriae, y la especie tipo B. brongniartii, a las que se añadieron otras cuatro especies en 2010.